# Slovakia (planetka)
(1807) Slovakia je asteroid vnitřního hlavního pásu planetek obíhající Slunce mezi drahami Marsu a Jupiteru, který byl objeven 20. srpna 1971 slovenským astronomem Milanem Antalem na observatoři na Skalnatém plesu a předběžně označen jako 1971 QA.
Asteroid je řazen k početné rodině planetek Flora (FIN: 402), zahrnující 13 786 asteroidů pohybujících se na vnitřním okraji hlavního pásu, u nichž převažuje spektrální typ S s relativně vysokým albedem 0,3.

## Oběžná dráha a fyzické vlastnosti
(1807) Slovakia je kamenný asteroid třídy S, který oběhne Slunce ve vzdálenosti od 1,8299 do 2,6230 au jednou za 1 213.449 dní (více než 3,3 roky). Jeho eliptická oběžná dráha s velkou poloosou 2,2264 au má excentricitu přibližně 0.1781 a inklinaci 3,4912° vůči ekliptice a za den se na ní průměrně posune o 0.29667°. Vyhodnocení snímků sond WISE a NEOWISE vedlo k závěrům, že průměr asteroidu je mezi 7,0 a 9,146 km při albedu 0,3058 až 0,34 a průměrné absolutní magnitudě 12,49 mag. Pozornost budila dlouhá rotační perioda asteroidu. Studie zveřejněná v roce 2009, která vychází z dat zaznamenaných při pozorování asteroidu v letech 1998–2009 prokázala, že asteroid má retrográdní rotaci s rotační periodou 311,75±0,09 hodin. Nashromážděná data však neumožnila přesněji určit tvar a pozice pólů asteroidu.

## Pozorování asteroidu
První tři zaznamenaná pozorování asteroidu proběhla již 17. října 1928 na Observatoři Heidelberg-Königstuhl. O devět dní později byl pozorovaný z krymské observatoře a v listopadu téhož roku opět z Heidelbergu. V roce 1948 byl zaznamenaný z Observatoře Turku ve stejnojmenném městě ve Finsku, v letech 1951–1953 byl téměř třicet krát zaměřen z observatoře Mount Wilson, v roce 1954 pak ještě z Observatoře Goethe Link u Brooklynu v Indianě. Naposledy před jeho oficiálním objevením byl pozorovaný z Observatoře La Plata v La Plata v Argentině 2. dubna 1960. Ze Skalnatého Plesa byl asteroid pozorovaný i v dalších jedenácti nocích do 17. října 1971 a celkem bylo změřeno jeho 25 pozic. Tato četná pozorování vedla k řadě prozatímních označení asteroidu jako: 1928 UE, 1948 UC, 1951 JA, 1951 QK, 1954 NA, 1960 GB, 1971 QA a 1971 TM1.

## Okolnosti objevu
V době objevu se planetka nacházela v západní části souhvězdí Ryb, nedaleko středu 5-úhelníku tvořeného hvězdami i, l, k, g a q Psc. Měla hvězdnou velikost +14 mag a byla první planetkou objevenou v druhé polovině srpna 1971.[zdroj?] 25 zaznamenaných pozic planetky bylo zaslánoch do MPC.[zdroj?] Planetka se k Zemi přibližuje na minimální vzdálenost 124 mil. km. Očíslovaní planetky bylo zveřejněné v cirkuláři MPC Č. 3362 vydaném dne 1. ledna 1973.
Planetka je pojmenovaná po zemi, ve které se nachází observatoř objevitele. Jméno planetky se stalo oficiálním po zveřejnění v cirkuláři MPC č. 3508 vydaném 15. června 1973 Mezinárodní astronomickou unií.[zdroj?]